# Joseph Connolly (Autor)
Joseph Connolly (* 23. März 1950) ist ein britischer Journalist und Autor von Romanen und Sachbüchern.
Er schreibt für The Times und andere Medien.

## Romane
- Poor Souls (1995)
- This Is It (1996)
- Stuff (1997)
- Summer Things (1998) (in Frankreich 2002 von Michel Blanc als Embrassez qui vous voudrez (Küss mich, wenn du willst) verfilmt mit Charlotte Rampling, Jacques Dutronc und Carole Bouquet)
- Winter Breaks (1999)
- It Can't Go On (2000)
- S.O.S. (2001)
- The Works (2003)
- Love Is Strange (2005)
- Jack the Lad and Bloody Mary (2007)
- England's Lane (2012)

Seine Romane werden von Faber and Faber herausgegeben, außer England's Lane, das von Quercus verlegt wird.

## Sachbücher
- Collecting Modern First Editions (1977)
- Modern First Editions: Their Value to Collectors (1984)
- Children's Modern First Editions: Their Value to Collectors (1988)
- P.G. Wodehouse (1979) (Biografie)
- Jerome K. Jerome (1982) (Biografie)
- Beside the Seaside (1999)
- All Shook Up: A Flash of the Fifties (2000)
- Christmas And How to Survive It: Laughter Matters (2003)
- Eighty Years of Book Cover Design (2009)[2]